# Mike Myers
Michael John „Mike“ Myers (* 25. května 1963 Scarborough, Ontario) je kanadský herec, komik, scenárista a filmový producent. Byl dlouhou dobu hereckým členem show TV stanice NBC v pořadu Saturday Night Live koncem 80. a počátkem 90. let. Hrál hlavní role ve filmech Waynův svět, filmové série Austin Powers a Shrek.

## Mládí
Narodil se a vyrostl ve Scarborough v kanadském Ontariu, jako syn Alice E. (Hindové) (* 1926), vedoucí úřadu předtím sloužící u RAF, a Erica Myerse (zemřel v roce 1991), který pracoval v pojišťovnictví a předtím byl kuchařem u Britské armády. Oba jeho rodiče pocházeli z Liverpoolu. Jeho starší bratr Paul Myers je muzikant, zpěvák, textař a moderátor v rozhlase. Má anglické, skotské a irské předky, a vyrostl jako protestant. Navštěvoval Sir John A. Macdonald Collegiate Institute, ale změnil školu a šel do Stephen Leacock Collegiate Institute ve Scarborough. Myers také navštěvoval Second City v 19 letech. Začal pracovat v reklamě v 8 letech a v 10 letech vystupoval v reklamě pro hydroelektrárnu v Britské Kolumbii s Gildou Radnerovou, která hrála jeho matku. Ve škole byl velmi populární. Během střední školy, kdy bavil holky, se choval jako ve své pozdější roli Wayne Campbella, kterou později proslul ve filmu Waynův svět. V den, kdy konečně skončil střední školu, odešel do Second City. Později, když opustil Second City, se vydal na turné po Anglii s komikem Neilem Mullarkeyem.

### Film
V roce 1992 společně s komikem Danou Carveyem adaptovali Waynův svět do podoby celovečerního filmu založeném na SNL skečích. Film se stal jeho nejúspěšnějším filmem založeným na principu známém pořadu Saturday Night Live, u filmové kritiky však neuspěl. Přesto se stal jedním z nejúspěšnějších filmů roku. A následující rok bylo natočeno pokračování Waynův svět 2. V témže roce hrál také ve filmu A tak jsem si vzal řeznici. V roce 1997 představil Austina Powerse ve filmu Austin Powers: Špionátor, dále v roce 1999 Austin Powers: Špión, který mě vojel konečně v roce 2002 Austin Powers: Goldmember. Zahrál si obě titulní role a padouchy (a také další role) ve všech třech filmech o Austinu Powersovi. V témže roce hrál vážnou roli ve filmu Klub 54, kde představoval Steve Rubella, majitele známé newyorské diskotéky ze 70. let Klubu 54. Film nebyl úspěšný, ale jeho výkon byl kritiky přijat vlídně. Později parodoval klub jako „Studio 69“ ve filmu z roku 2002 Austin Powers: Goldmember.
V červnu 2000 byl obžalován studiem Universal Pictures o 3.8 milionu dolarů za to, že odmítl kontrakt hrát Dietera, roli ze SNL, v jejich filmu. On sám k tomu uvedl, že odmítl honorář za 20 miliónů dolarů, protože nechtěl podvést diváky s nepříliš dobrým scénářem, který sám napsal. Po několika měsících souhlasil s následnou dohodou, že natočí jiný film pro Universal Pictures. Ten film se jmenoval Kocour, měl premiéru v listopadu 2003 a on v něm hrál hlavní roli. V roce 2001 daboval postavu Shreka ve stejnojmenném animovaném filmu společnosti DreamWorks. Zopakoval si tuto roli v Shrek 4-D v roce 2003, Shrek 2 (2004), Shrek Třetí a vánoční speciál Shrekoleda oba z roku 2007.
Je členem skupiny Ming Tea společně s kytaristkou a vokalistkou Susanna Hoffs ze skupiny The Bangles a hudebníkem Matthew Sweetem. Natočili písně BBC a Daddy Wasn't There pro filmovou sérii Austin Powers.
V roce 2005 byl zvolen The Comedian's Comedian (komikem komiků), zvítězil nad více než 50 komiky. 29. září podepsal smlouvu na hlavní roli bubeníka Keitha Moona v biografickém snímku o hudební skupině The Who. Film byl produkován Roger Daltreyem, Nigelem Sinclairem a Paulem Gerberem.
Během rozhovoru pro CBS v roce 2007 poznamenal, že normálně si mezi filmy nechává pauzu 3 roky. Strávil jeden rok „žitím svého života“ a potom napsal několik scénářů, vymýšlel postavy, zkouší je na příchozích návštěvách, a poté vybírá scénář pro film.
V červnu 2007 obdržel MTV Generation award, stal se druhým Kanaďanem, který ji vyhrál (Jim Carrey byl první v roce 2006), za přínos svým unikátním komediálním stylem na malém i na velkém plátně.
V červnu 2008 se jeho film Guru lásky setkal s negativními ohlasy, vyzývajících ve zprávách kabelové TV MSNBC označujícího Myerse za „nezábavného“.
V srpnu 2008 oznámil, že bude hrát Gen. Eda Feneche ve filmu z druhé světové války Quentina Tarantina Hanebný pancharti.

## Filmografie

### Film
| Rok  | Název                                  | Role                                                   | Poznámky                           |
| ---- | -------------------------------------- | ------------------------------------------------------ | ---------------------------------- |
| 1992 | Waynův svět                            | Wayne Campbell                                         | také scenárista                    |
| 1993 | A tak jsem si vzal řeznici             | Charlie McKenzie / Stuart McKenzie                     | také scenárista                    |
| 1993 | Waynův svět 2                          | Wayne Campbell                                         | také scenárista                    |
| 1997 | Austin Powers: Špionátor               | Austin Powers / Dr. Evil                               | také scenárista a producent        |
| 1998 | Klub 54                                | Steve Rubell                                           |                                    |
| 1998 | Tenká růžová čára                      | Tim Broderick                                          |                                    |
| 1998 | Pete's Meteor                          | Pete                                                   |                                    |
| 1999 | Austin Powers: Špion, který mě vojel   | Austin Powers / Dr. Evil / Tlustý bastard              | také scenárista a producent        |
| 1999 | Mystery, Aljaška                       | Donnie Shulzhoffer                                     |                                    |
| 2001 | Shrek                                  | Shrek (hlas)                                           |                                    |
| 2002 | Austin Powers - Goldmember             | Austin Powers / Dr. Evil / Tlustý bastard / Goldmember | také scenárista a producent        |
| 2003 | Nikdo se nic nedozví                   | hlavní svědek                                          |                                    |
| 2003 | Letuška 1. třídy                       | John Witney                                            |                                    |
| 2003 | Kocour                                 | Kocour                                                 |                                    |
| 2004 | Shrek 2                                | Shrek (hlas)                                           |                                    |
| 2006 | Home                                   | Sám sebe                                               | dokument                           |
| 2007 | Shrek Třetí                            | Shrek (hlas)                                           |                                    |
| 2008 | Guru lásky                             | Guru Maurice Pitka / Sám sebe                          | také scenárista a producent        |
| 2009 | Hanebný pancharti                      | generál Ed Fenech                                      |                                    |
| 2010 | Shrek: Zvonec a konec                  | Shrek (hlas)                                           |                                    |
| 2012 | Oscar Etiquette                        | Sir Cecil Worthington                                  | krátkometrážní film                |
| 2013 | Supermensch: The Legend of Shep Gordon | Sám sebe                                               | dokument, také režisér a producent |
| 2015 | Being Canadian                         | Sám sebe                                               | dokument                           |
| 2015 | I Am Chris Farley                      | Sám sebe                                               | dokument                           |
| 2018 | Konečná                                | Clinton / Pan Franklyn                                 |                                    |
| 2018 | Bohemian Rhapsody                      | Ray Foster                                             |                                    |
| 2022 | Amsterdam                              | Paul                                                   |                                    |

### Televize
| Rok       | Název                                              | Role                      | Poznámky                                           |
| --------- | -------------------------------------------------- | ------------------------- | -------------------------------------------------- |
| 1975      | King of Kensington                                 | Ari                       | díl: Scout's Honour                                |
| 1977      | Range Ryder and the Calgary Kid                    | Sám sebe                  |                                                    |
| 1979      | The Littlest Hobo                                  | Tommy                     | díl: Boy on Wheels                                 |
| 1980      | Bizarre                                            | Různé role                |                                                    |
| 1985      | John and Yoko: A Love Story                        | Poslíček                  | nekreditovaná role TV film                         |
| 1986–1987 | Wide Awake Club                                    | Sound Asleep Club         | 2 díly                                             |
| 1987      | Meet Julie                                         | (hlas)                    | krátkometrážní TV film                             |
| 1987      | It's Only Rock & Roll                              | Různé role                |                                                    |
| 1989      | Elvis Stories                                      | Muž                       | krátkometrážní TV film                             |
| 1989–2015 | Saturday Night Live                                | Různé role                | 121 dílů také scenárista                           |
| 1991      | Saturday Night Live: Halloween Special             | Wayne Campbell            | Television special                                 |
| 1992      | Saturday Night Live: All the Best for Mother's Day | Sám sebe                  | Television special                                 |
| 1997      | MTV Movie Awards                                   | Sám sebe/moderátor        | Television special                                 |
| 2007      | Shrekovy Vánoce                                    | Shrek (hlas)              | TV speciál                                         |
| 2008      | MTV Movie Awards                                   | Sám sebe/moderátor        | TV speciál                                         |
| 2008      | Saturday Night Live: The Best of Mike Myers        | Sám sebe                  | TV speciál                                         |
| 2010      | Scared Shrekless                                   | Shrek (hlas)              | TV speciál                                         |
| 2010      | Far Far Away Idol                                  | Shrek (hlas)              | TV speciál                                         |
| 2010      | Puss in Boots: The Three Diablos                   | Shrek (hlas)              | TV speciál                                         |
| 2012      | Shrek's Thrilling Tales                            | Shrek (hlas)              | TV speciál                                         |
| 2014      | Monty Python živě (převážně)                       | Sám sebe                  | TV speciál                                         |
| 2015      | Last Week Tonight with John Oliver                 | Sám sebe                  | díl: Canada                                        |
| 2015      | Saturday Night Live - 40. výročí                   | Wayne Campbell            | TV speciál                                         |
| 2017      | Play All Three: Shrek's Swamp Stories              | Shrek (hlas)              | TV speciál                                         |
| 2017–2018 | The Gong Show                                      | Tommy Maitland /moderátor | 20 dílů také výkonný producent                     |
| 2018      | The Tonight Show Starring Jimmy Fallon             | Dr. Evil                  | 2 díly                                             |
| 2022      | Pentavirát                                         | Různé role                | 6 dílů také tvůrce, scenárista a výkonný producent |

### Hudební videoklipy
- Madonna: Beautiful Stranger (1999) jako Austin Powers
- Britney Spears: Boys (2002) jako Austin Powers
- Smash Mouth: Hang On (2003)